# Ichneumon nudicoxator
Ichneumon nudicoxator (лат.) — вид наездников-ихневмонид рода Ichneumon из подсемейства Ichneumoninae (Ichneumonidae).

## Распространение
Киргизия, Tschatkal G.-K. (Kara-Bura), на высоте 3000 м.

## Описание
Наездники среднего размера чёрного цвета, длина 8,6 мм. Жгутик усика почти нитевидный, с 37 члениками; 1-й флагелломер в 2,3 раза длиннее своей ширины, 14-й членик квадратный, самые широкие членики в 1,2 раза шире длины. Мандибулы частично красноватые. Голова, усики и мезосома полностью чёрные. 1-3 тергиты красные, следующие тергиты чёрные, без пятен цвета слоновой кости. Тазики и вертлуги чёрные; ноги в остальном красные; задние лапки черноватые. Крылья с коричневым налетом; птеростигма темно-коричневая. Предположительно, как и близкие виды паразитоиды, которые развиваются в гусеницах бабочек. От Ichneumon asiaticus отличается более длинным первым флагелломером, рассеянной пунктировкой заднего тазика, красным задним бедром и полностью чёрной мезосомой.
Вид был впервые описан в 2021 году немецким энтомологом Маттиасом Риделем (Германия) по материалам из Киргизии, собранным в 1997 году (единственная самка — голотип; самцы неизвестны).